# Oxycheilinus arenatus
Oxycheilinus arenatus е вид бодлоперка от семейство Labridae. Видът не е застрашен от изчезване.

## Разпространение и местообитание
Разпространен е в Американска Самоа, Британска индоокеанска територия, Гуам, Джибути, Египет, Еритрея, Йемен, Израел, Индия, Индонезия, Йордания, Кирибати, Мавриций, Мадагаскар, Малайзия, Малдиви, Маршалови острови, Мозамбик, Палау, Реюнион, Самоа, Саудитска Арабия, Северни Мариански острови, Сейшели, Судан, Тонга, Уолис и Футуна и Френска Полинезия.
Обитава морета и рифове. Среща се на дълбочина около 17 m, при температура на водата около 28,3 °C и соленост 32,9 ‰.

## Описание
На дължина достигат до 21 cm.